# Lehola
Lehola är en by i nordvästra Estland. Den ligger i Lääne-Harju kommun (före kommunreformen 2017 i Keila kommun) och i landskapet Harjumaa, 30 km sydväst om huvudstaden Tallinn. Antalet invånare var 445 år 2011.
Lehola ligger 26 meter över havet och terrängen runt byn är mycket platt. Runt Lehola är det ganska glesbefolkat, med 39 invånare per kvadratkilometer. Närmaste stad är Keila, 5 km öster om Lehola. Omgivande byar är Niitvälja i norr, Kulna i nordost, Ohtu i sydost, Nahkjala i söder och Maeru i väster. Riksväg 17 mellan Talinn och Hapsal passerar Lehola. Omgivningarna runt Lehola är en mosaik av jordbruksmark och naturlig växtlighet.
Inlandsklimat råder i trakten. Årsmedeltemperaturen i trakten är 3 °C. Den varmaste månaden är juli, då medeltemperaturen är 16 °C, och den kallaste är januari, med −11 °C.